# تیراندازی ۲۰۱۹ دیتون
تیراندازی ۲۰۱۹ دیتون (انگلیسی: 2019 Dayton shooting) در ۴ اوت، ساعت ۱:۰۵ صبح به وقت محلی رخ داد. این جنایت که در دیتون، اوهایو اتفاق افتاد، ده نفر از جمله عامل این جنایت کشته و حداقل ۲۷ نفر دیگر زخمی شدند. این فرد مسلح ۳۰ ثانیه پس از اولین شلیک‌ها توسط پلیس کشته شد.
در جستجوی خانه مظنون تیراندازی، نوشته‌هایی پیدا شد که نشان از علاقه وی به کشتن افراد بود. ارزیابی اولیه از نوشته‌ها هیچ علائمی از انگیزه سیاسی یا نژادی نشان نمی‌داد. این حمله دومین تیراندازی گسترده در ایالات متحده طی ۱۳ ساعت، در پی تیراندازی اول در ال پاسو، تگزاس بود.